# La Peregrina

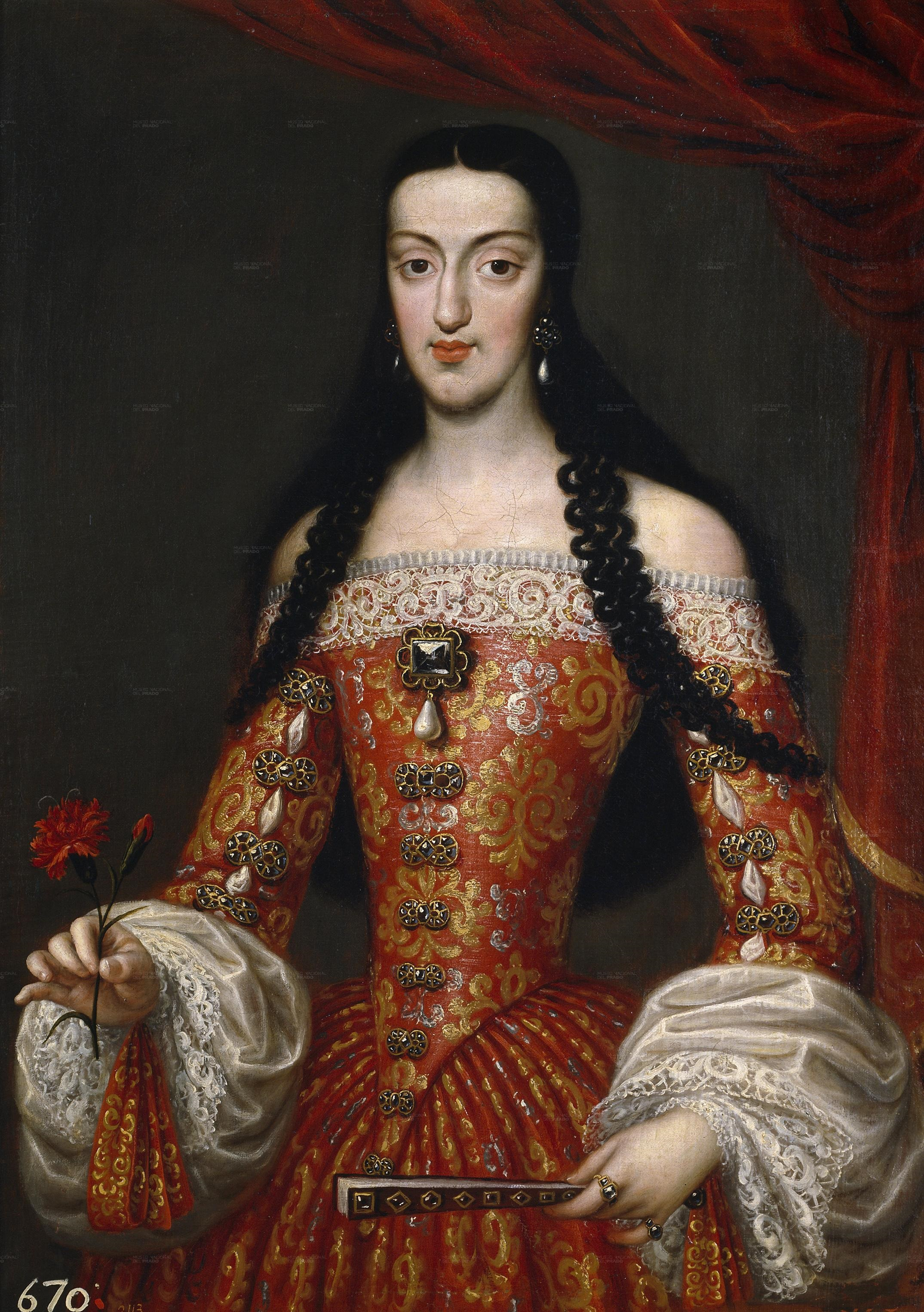
María Luisa de Orleans usando a La Peregrina

La Peregrina é uma das pérolas mais famosas do mundo.

## História
A pérola, de formato perfeitamente simétrica, similar a uma pera e que foi batizada de "la Peregrina", foi encontrada por um escravo no Mar do Caribe, mais precisamente nas Ilhas Pérola, em 1579. Levada do Panamá para a Espanha, foi vendida ao rei Filipe II da Espanha, que pretendia presentear a sua filha na ocasião do seu casamento. Nesta época, era a maior pérola existente no mundo e Filipe II mudou de ideia, ficando para si e registrando a peça como uma joia da Coroa espanhola.
Por mais de 200 anos, a joia ficou com a realeza espanhola. Em 1808, com a coroação de José Bonaparte como rei da Espanha e das Índias, este acervo ficou a sua disposição. Com o seu expurgo do reinado, ele levou algumas das joias da coroa, incluindo "la Peregrina". Em testamento, José Bonaparte deixou a pérola para seu sobrinho, Napoleão III de França, que no exílio na Inglaterra, vendeu para o Duque de Abercorn.
Nesta época, a pérola possuía uma massa de 223,8 grãos (11,2 g / 55,95 quilates) e por alguns acidentes, como se desprender da presilha, a família do duque resolveu limpar, perfurar e readequar sua fixação. Esta manutenção ocorreu em 1913 e na ocasião, a joia perdeu massa, ficando agora com 203,84 grãos.
Por mais de 100 anos, a joia permaneceu entre os familiares e descendentes do Duque de Abercorn. Porém, em 1969, a família cedeu a pérola para a Sotheby's de Londres, para a venda através de leilão. Neste evento, quem comprou "La Peregrina" foi o ator americano Richard Burton, que deu de presente para sua esposa, Elizabeth Taylor, no dia dos namorados. O valor arrematado pela joia foi de  US$ 37.000,00 .
Com Elizabeth Taylor, a joia foi transformada em um colar, com a inclusão de diamantes e rubis e outras pérolas de menor valor. Para a transformação, foi contratado os serviços de Cartier.
Em 2011, no mesmo ano da morte de Elizabeth Taylor, o colar foi vendido, num leilão organizado pela Christie's de Nova York, pelo valor de US$ 11.842.500,00 .